# H.I.T
H.I.T (en hangul, 히트; romanización revisada, Hiteu), —sigla de Homicide Investigation Team (Equipo de investigación homicida)—  es una serie de televisión surcoreana de suspenso emitida en 2007 acerca de la llegada de un nuevo fiscal en uno de los equipos de investigación coreanos de élite, que tiene a cargo analizar los diferentes casos de homicidios en la ciudad de Seúl.
Es protagonizada por Go Hyun-jung, Ha Jung-woo, Kim Jung Min y Yoon Ji Min. Fue transmitida en su país de origen por MBC desde el 19 de marzo hasta el 22 de mayo de 2007, finalizando con una extensión de 20 episodios, emitidos cada lunes y martes a las 21:55 (KST). En su horario sustituyó a Jumong y posteriormente fue reemplazada por Amas de casa modernas.

## Argumento
La rígida, llena de problemas y un poco descuidada, Cha Soo Kyung (Go Hyun-jung) es la líder del equipo de investigación n° 1 en la Agencia de Policía Metropolitana de Seúl. Ella es perseguida por su fracaso, hace años, para capturar un asesino en serie que terminó matando a su prometido y escapando. Cuando un nuevo asesino en serie cuyos crímenes se parecen a las del viejo asesino en Seúl, Soo Kyung es designada como la cabeza del equipo de investigación de homicidios (H.I.T), encargado de capturar al asesino.
El trabajo de Soo Kyung es su vida y ella se siente más cómoda cuando está con su equipo. Debido a su determinación y ética de trabajo, choca inmediatamente con el recién nombrado fiscal de distrito Kim Jae Yoon (Ha Jung-woo) que fue asignado a trabajar en el H.I.T. Jae Yoon es un chico relajado cuya mayor prioridad es disfrutar de la vida. A pesar de sus diferencias y conflictos personales, los dos hacen un sorprendente dúo formidable que luchan contra el crimen y al darse cuenta poco a poco de que tienen mucho que aprender uno del otro. Soo Kyung debe superar su pasado y su dolor por su novio muerto y Jae Yoon justo llega en el momento perfecto, para saciar ese vacío.

## Reparto

### Personajes principales
- Go Hyun-jung como Cha Soo Kyung.
- Ha Jung-woo como Kim Jae-yoon.
  - Kang Soo Han como Jae Yoon (joven).
- Kim Jung Min como Kim Yong Doo.
- Yoon Ji-min como Jung In Hee.[5]

### Personajes secundarios
- Son Hyun-joo como Superintendente Jo Kyu-won.
- Ma Dong-seok como Detective Nam Seong Shik.
- Jung Eun Woo como Detective Kim Il Joo.
- Kim Jung-tae como Detective Shim Jong-geum.
- Choi Il Hwa como Detective Jang Yong Hwa.
- Lee Young Ha como Jung Taek Won.
- Jung Sun Woo como Yeo Soon Kyung.
- Seo Hyun Jin como Jang Hee Jin.
- Song Kwi Hyun como Jefe de la policía.
- Jo Kyung Hwan como Comisionado de policía.
- Yoon Seo Hyun como Jung Man Soo.
- Ji Sang Ryul como Kang Yong Pil.
- Jeon Young Bin como Kim Jung Bin.
- Son Il Kwon como Shin Chang Soo.
- Um Hyo-sup como Shi Il-young.
- Oh Yeon Seo como Son Seong Ok.
- Yoon Joo Hee como enfermera.
- Cha Soon-bae como oficial de la policía.
- Joo Min Ha.
- Na Kyung Mi.
- Go Joon.
- Son Young Soon.
- Choi In Sook.
- Han Young Kwang.
- Lee Hae In.
- Jung Jin Gak.
- Jung Kyung Ho.
- Jung Ho Bin.
- Kim Bu Seon.
- Jung Doo Hong.

## Banda sonora
| Track listing |                                                |                |          |  |
| N.º           | Título                                         | Artista        | Duración |  |
| 1.            | «Success»                                      | Super Junior   | 3:26     |  |
| 2.            | «통증» (Tongjeung)                             | Gummy          | 3:59     |  |
| 3.            | «그사람» (Geusaram)                            | JM             | 4:19     |  |
| 4.            | «마지막 사랑 - Versión drama» (Majimak Sarang) | Kim Jung Min   | 4:38     |  |
| 5.            | «그댈 위한 이별» (Geudael Uihan Ibyeol)        | Lee Joon Kyung | 4:22     |  |
| 6.            | «히트» (H.I.T)                                 | Super Junior   | 3:44     |  |
| 7.            | «H.I.T. N Run»                                 | Park Joon Soo  | 1:42     |  |
| 8.            | «Human Nature»                                 | Park Joon Soo  | 1:59     |  |
| 9.            | «Delightful Love»                              | Kim Ji Soo     | 2:33     |  |
| 10.           | «Instinct»                                     | Park Joon Soo  | 1:54     |  |
| 11.           | «Sorrowful Love»                               | Kim Ji Soo     | 2:15     |  |
| 12.           | «Urban Shock»                                  | Park Joon Soo  | 1:28     |  |
| 13.           | «So What»                                      | Choi Sung Kwon | 2:52     |  |
| 14.           | «In A Heartbeat»                               | Choi Sung Kwon | 2:23     |  |
| 15.           | «Shotgun»                                      | Choi Sung Kwon | 2:09     |  |
| 16.           | «Stormy Day»                                   | Kim Ji Soo     | 3:07     |  |
| 17.           | «Arrest»                                       | Choi Sung Kwon | 0:54     |  |
| 18.           | «Spies R Us»                                   | Richard Myhill | 2:35     |  |

## Emisión internacional
- Japón: Sun TV y BS Asahi.
- Taiwán: GTV.